# کرنش (شیمی)
در شیمی، هنگامی می‌گوییم یک مولکول دچار کرنش شده‌است که ساختار شیمیایی آن دچار تنش شود که این پدیده باعث افزایش انرژی درونی آن در مقایسه با ترکیب شیمیایی اولیهٔ آن که دچار کرنش نشده بود می‌شود. انرژی درونی یک مولکول شامل همهٔ انرژی ذخیره شده در آن است. یک مولکول کرنش یافته کمی انرژی بیشتری نسبت به نمونهٔ مشابه اش دارد. این انرژی درونی یا انرژی کرنش را می‌توان با انرژی ذخیره شده در یک فنر فشرده مقایسه کرد. همانند یک فنر که باید با یک نیروی اضافی به صورت جمع شده بماند تا انرژی اش آزاد نشود، مولکول کرنش یافته هم باید با کمک پیوندهایی در آن حالت بماند تا انرژی اش آزاد نگردد.

## انواع کرنش

### کرنش واندروالس
کرنش واندروالس هنگامی روی می‌دهد که بخواهیم اتم‌ها را به زور از شعاع واندروالسی معمول شان به هم نزدیک تر کنیم. هرگاه اتم‌های درگیر بیش از چهار پیوند با هم فاصله داشته باشند کرنش واندروالسی در نظر گرفته می‌شود. میزان انرژی کرنش در مولکول‌های مشابه بسته به اندازهٔ اتم‌های درگیر، متفاوت است برای نمونه گروه ترت-بوتیل فضای بیشتری نسبت به گروه متیل اشغال می‌کند در نتیجه اندرکنش بیشتری را هم تجربه می‌کند.

### کرنش پیچشی
کرنشی پیچشی مقاومتی است که در برابر پیچش پیوندها روی می‌دهد. نام دیگر کرنش پیچشی، کرنش پیتزر است. این کرنش هنگامی روی می‌دهد که اتم‌های متصل با سه پیوند در یک شرایط با پایداری کمتر قرار بگیرند.

### کرنش حلقه‌ای
بر پایهٔ نظریه دافعه زوج الکترون لایه ظرفیتی هندسهٔ پیوندهای یک مولکول به گونه‌ای شکل می‌گیرند که هم الکترون پیوندیافته و هم الکترون پیوند نیافته در دورترین فاصلهٔ ممکن از هم قرار بگیرند. بسیار پیش می‌آید که زاویهٔ میان آن‌ها از زاویهٔ بهینه کمتر یا بیشتر باشد. کرنشی که در این حالت ایجاد می‌شود کرنش زاویه‌ای نام دارد. ساده‌ترین نمونه‌های کرنش زاویه‌ای، سیکلوآلکان‌های ساده مانند سیکلوپروپان است.